# 我和两个他
《我和两个他》（英語：One And Another Him），2018年中国偶像剧。由熊梓淇、张子枫领衔主演，爱奇艺于2018年7月18日首播。

## 播出时间
| 频道                | 所在地          | 播映日期      | 播出时间   | 备注 |
| ------------------- | --------------- | ------------- | ---------- | ---- |
| 爱奇艺 愛奇藝台灣站 | 中国大陆 · 臺灣 | 2018年7月18日 | 每周三、四 |      |

## 演员列表

### 主要演员
| 演員   | 角色 | 介紹 |
| 熊梓淇 | 肖恩 | 楓翎大學數學系大一，低情商高智商的數學天才，因為一部相機而擁有林圓暗戀周洋的回憶，拍照後會變成周洋。喜歡林圓，最後在一起。 |
| 张子枫 | 林圆 | 楓翎大學法語系大一，鬼馬搞怪又歡脫的大學生，與肖恩不是冤家不聚頭。後來發現自己喜歡的是肖恩而不是周洋，二人最後在一起。     |

### 其他演员
| 演員     | 角色       | 介紹 |
| 刘剑羽   | 马等等     | 林圓的男閨蜜，生性可愛有趣，有時多愁善感且優柔寡斷，還喜歡大驚小怪。在泰國與娜沐相識，後成為男女朋友。                                                                                 |
| 刘奕畅   | 彭一伦     | 高三複讀了兩次的後進生，是個熱血狠毒的蠢萌少年。原喜歡林圓，後決定成為好朋友，喜歡張曉緹。                                                                                             |
| 雷瑟琳   | 娜沐       | 泰國女孩，在泰國與馬等等、林圓相識，到中國學習中文，與馬等等為男女朋友。 |
| 洪士雅   | 张晓缇     | 延畢博士生，外表呆萌可愛，內心卻有自己的堅持與夢想，為了賺錢不得不四處奔波打工，因為弱勢和不起眼經常被欺負。曾和林方為室友及男女朋友。                                                 |
| 王子鑫   | 林方       | 整型科醫生，林圓的哥哥、周洋的好兄弟，原與周洋的初戀黃小蕾交往，之後分手。曾和張曉緹為室友及男女朋友，後將感情理清結束這段關係。                                                       |
| 孫志翔   | 周洋       | 在法國的銀行上班，林方的好兄弟、林圓的初戀，原喜歡林圓，因為覺得不能喜歡林圓而將與林圓的記憶植出並打算捐給情感缺陷者，裝有記憶芯片的相機陰錯陽差的到肖恩手裡，因而讓肖恩擁有這段回憶。 |
| 董浩然   | 約瑟夫李   | 肖恩的好兄弟，偷竊肖恩的定理論文發表後得獎，後放棄領獎，與肖恩和好。 |
| 方子怡   | 古陽       | 楓翎大學數學系大一，暗地喜歡肖恩，為「肖恩粉絲會」會長，破壞肖恩對林圓的告白。 |
| 劉正直   | 寶麗來     | 心理醫生，因裝有周洋記憶芯片的相機遺失被吊銷執照，為了找到相機開了二手相機咖啡廳。 |
| 次旺羅布 | 甄愛       | 劉戀的男朋友。 |
| 王妍言   | 劉戀       | 林圓和娜沐的室友、甄愛的女朋友。 |
| 麥童     | 沙宣       | 林圓和娜沐的室友。 |
| 李尚翼   | 教務處主任 | 楓翎大學教務主任，講話結巴，老婆為記者。 |

## 电视原声带
| 曲序 | 曲目                          |              | 作曲   | 演唱           |
| ---- | ----------------------------- | ------------ | ------ | -------------- |
| 1.   | 爱的数学公式（主题曲）        | 林喬         | 林德龍 | 熊梓淇         |
| 2.   | You Are My Only One（主題曲） | 朴成日       | 朴成日 | 袁婭維、宋念宇 |
| 3.   | My Special（主题曲）          | 朴成日       | 朴成日 | UNIQ           |
| 4.   | 奔跑吧！女孩（主题曲）        | 黃雨田       | 黃雨田 | 周子琰         |
| 5.   | 心形線（肖恩人物曲）          | 楊曉磊、趙晶 | 楊曉磊 | 熊梓淇         |
| 6.   | 愛的奇妙物語（林圓人物曲）    | 蘇晴         | 蘇晴   | 張子楓         |